# Benjamin Wilkes
Benjamin Wilkes (... – 1749) è stato un illustratore ed entomologo inglese.

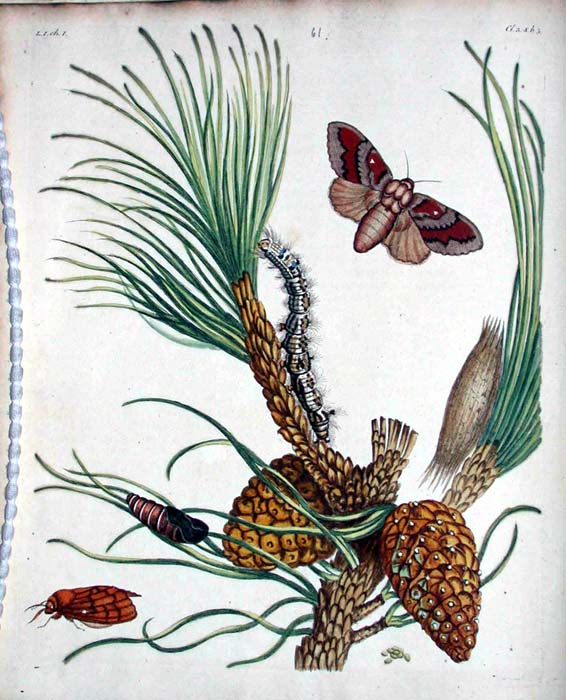

La professione di Wilkes era "pittura di pezzi di storia e ritratti a olio". Quando un amico lo invitò a una riunione della Società degli Aureliani, un gruppo di entomologi londinesi dell'epoca appassionati di lepidotteri, dove vide per la prima volta esemplari di farfalle e falene, si convinse che la natura sarebbe stata la sua "migliore istruttrice" per quanto riguarda il colore e la forma nell'arte. Iniziò, quindi, a studiare entomologia trascorrendo il suo tempo libero a raccogliere, studiare e disegnare esemplari adulti, larve, pupe e parassitoidi (Tachinidae e Ichneumonidae ) di lepidotteri, assistito dal collezionista Joseph Dandridge.  La collezione di Wilkes era conservata "di fronte all'Horn Tavern in Fleet Street", Londra, "dove qualsiasi gentiluomo o signora" poteva vedere la sua collezione di insetti. Henry Baker, scrivendo nell'agosto del 1749, dichiarò che Wilkes era "morto di febbre circa una settimana dopo aver terminato il suo lavoro laborioso ed elegante" e rese omaggio a Wilkes come "infaticabile nelle sue osservazioni e fedele nel minuziosamente ogni particolare, ma per mancanza di apprendimento del tutto incapace di scrivere un libro."

## Lavori
- 1742 Twelve new designs of English butterflies. Questa rara opera consisteva esclusivamente di dodici tavole incise ciascuna raffigurante disposizioni geometriche di farfalle e falene. Sono raffigurate sette falene. Le didascalie di ciascuna tavola forniscono informazioni sul momento dello sfarfallamento, sulle piante ospiti e sulla presenza del bruco.
- 1749 English moths and butterflies . Più ambizioso, questo lavoro ebbe tre edizioni, l'ultima delle quali includeva la nomenclatura di Linneo e fu pubblicato nel 1824.